# Anthony Hurt Wolley-Dod
Anthony Hurt Wolley-Dod fue un soldado, y botánico inglés ( 17 de noviembre de 1861, Eton College, Buckinghamshire - 21 de junio de 1948, Mayfield Surrey). Fue entrenado en la "Royal Military Academy" de Woolwich, y comisionado, en 1881, a la "Royal Artillery", retirándose como mayor en 1901. Y en la Primera Guerra Mundial fue removilizado, sirviendo como teniente coronel.
Recolectó especímenes vegetales en Sudáfrica, Gibraltar, California, y extensamente en el Reino Unido. Finalmente donó su colección de herbario de varios miles de plantas sudafricanas al British Museum.

### Libros
- 1970. Flora of Sussex. Ed. Chatford House Press. 571 pp.
- 1949. Flora Calpensis: A list of plants recorded from Gibraltar and the Campo district of Spain. Ed. Am. Consulate. 200 pp.
- 1914. A flora of Gibraltar and the neighbourhood. Ed. West, Newman & Co. 131 pp.
- 1908. The subsection Eu-caninae of the genus rosa. Ed. West, Newman. 67 pp.
- Harry Bolus, Anthony Hurt Wolley-Dod. 1903. A list of the flowering plants and ferns of the Cape Peninsula, with notes on some of the critical species. Ed. the Society. 167 pp.

## Honores

### Epónimos
- (Rosaceae) Rubus wolleydodii (Sudre) W.C.R.Watson[1]

- La abreviatura «Wolley-Dod» se emplea para indicar a Anthony Hurt Wolley-Dod como autoridad en la descripción y clasificación científica de los vegetales.[2]